# 馬卡斯金島

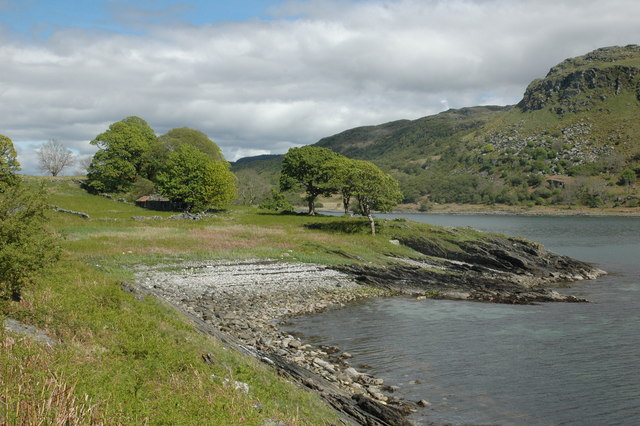

馬卡斯金島是蘇格蘭的島嶼，位於大西洋海域，屬於內赫布里底群島的一部分，面積0.5平方公里，最高點海拔高度65米，島上無人居住。
56°8′11″N 5°33′46″W / 56.13639°N 5.56278°W